# 詹春柏
詹春柏（1941年10月30日—），台灣彰化縣人，台灣政治人物，中國國民黨重要黨員，曾任中華民國總統府秘書長、國民黨副主席、國民黨秘書長。

## 簡介

### 早年
詹春柏生於1941年的台灣彰化縣，1960年代，詹春柏自東海大學政治系畢業後，就讀國立政治大學的政治研究所，期間獲得公費留學的機會。

### 國民黨黨工時期
1970年，詹春柏取得美國哈佛大學文理研究所的碩士學位，返國後長年在國民黨任專職黨工，經歷了黨內兩蔣父子及李、連、馬、吳共六個時期，並曾在李登輝時代末期擔任台視總經理。
詹春柏曾長期追隨關中。宋楚瑜任職國民黨秘書長期間，與關中關係密切的詹春柏一度因被視為關中人馬，所以形成有重責無大權的困境。

### 國民黨秘書長
2005年8月，馬英九接下中國國民黨主席一職，詹春柏出任國民黨秘書長。2006年12月，馬英九卸下台北市市長一職，為了專任黨主席，所以有意改變個人風格，並且有意起用吳敦義為新任黨秘書長，因此使詹先榮升副主席後，再命吳敦義接掌黨秘書長一職。
2007年1月12日，詹春柏與吳敦義交接黨秘書長一職，但是其中過程並不十分順利，詹春柏得知將升任副主席的消息乃經由傳媒披露。事後國民黨內有政要表示，馬英九的行事風格應當再改善，否則黨秘書長即將換人，黨秘書長本人卻不知道，容易影響到民眾對國民黨主席乃至於全黨的觀感。針對這一點，詹春柏表示個人並不感到委屈。
外傳詹春柏辭職的原因是由於國民黨即將與親民黨簽訂國親聯盟合作協議，內容主要是關於下屆台灣立法委員的選舉。由於親民黨黨主席宋楚瑜一度公開質疑，詹春柏是台北市市長選舉日前的「馬宋會」，國民黨方面透露消息給民進黨的幕後策劃人。詹春柏為此曾鄭重否認。不過有若干人研判，若兩黨簽約時，詹仍在任上，恐怕無法取信於宋楚瑜。故在2007年1月23日國親簽署協議前，馬英九先調開詹春柏，改以年富力強又與宋楚瑜關係良好的吳敦義為黨秘書長，一方面表達善意，另一方面亦使黨際之間的交流提昇到一個比較和諧的關係。
2009年9月9日詹春柏回任國民黨秘書長，他主要任務便是擔任2009年中華民國地方公職人員選舉的操盤手，可是，選舉結果，國民黨雖保有12席縣市長，但具指標性的宜蘭、花蓮、嘉義、雲林縣卻慘敗。得票率遠遠不及2008年總統選舉。為了避免擴大傷害到次年的五都選舉及2012年中華民國總統選舉，馬英九決定讓親信金溥聰接任詹春柏。所以，詹春柏二任秘書長任期只有短短三個月。

### 總統府秘書長
2008年3月22日，馬英九當選中華民國總統，同年4月，經總統當選人馬英九宣布，詹春柏出任新政府的總統府秘書長。
總統府秘書長是為總統的首席幕僚，儘管詹春柏努力想把工作做好，但他無法完整展現馬英九的意志。2008年7月間，馬英九提名的考試委員、院長、副院長及監察委員，在立法院嚴重挫敗，弄得馬英九灰頭土臉，負責協調溝通的詹春柏難辭其咎。另外，馬英九的施政不佳、與國會的溝通不良，也使得詹春柏時常是媒體、立委點名下台的官員之一。
2009年9月7日，由於劉兆玄八八水災救災不力，總統府宣布中國國民黨秘書長、立委吳敦義擔任行政院院長，詹春柏回任中國國民黨秘書長，遺缺由內政部部長廖了以升任。
2016年11月11日，國民黨副主席詹春柏赴中國北京出席「紀念孫中山先生150年誕辰紀念大會」，立法院將修法規範停止未經許可赴中國參與政治活動之退職人員領取退休俸的權利。。

## 荣誉

### 中华民国勋章奖章
- 一等景星勋章（2009年9月15日于台北总统府颁授[10]）